# Fußball-Club St. Pauli von 1910 2024-2025
Questa voce raccoglie le informazioni riguardanti il Fußball-Club St. Pauli von 1910 nelle competizioni ufficiali della stagione 2024-2025.

## Maglie e sponsor
Il fornitore tecnico per la stagione 2024-2025 è Puma, mentre il main sponsor sulla maglia è Congstar.
| 1ª divisa | 2ª divisa | 3ª divisa |

## Rosa
| N. |                        | Ruolo | Calciatore         |
| -- | ---------------------- | ----- | ------------------ |
| 1  | Germania (bandiera)    | P     | Ben Voll           |
| 2  | Grecia (bandiera)      | D     | Manōlīs Saliakas   |
| 3  | Estonia (bandiera)     | D     | Karol Mets         |
| 4  | Austria (bandiera)     | D     | David Nemeth       |
| 5  | Germania (bandiera)    | D     | Hauke Wahl         |
| 6  | Stati Uniti (bandiera) | C     | James Sands        |
| 7  | Australia (bandiera)   | C     | Jackson Irvine ()  |
| 8  | Svezia (bandiera)      | C     | Eric Smith         |
| 9  | Gambia (bandiera)      | A     | Abdoulie Ceesay    |
| 10 | Lussemburgo (bandiera) | A     | Danel Sinani       |
| 11 | Germania (bandiera)    | A     | Johannes Eggestein |
| 13 | Germania (bandiera)    | A     | Noah Weisshaupt    |
| 14 | Galles (bandiera)      | D     | Fin Stevens        |
| 16 | Germania (bandiera)    | C     | Carlo Boukhalfa    |
| 17 | Inghilterra (bandiera) | A     | Dapo Afolayan      |
| 18 | Scozia (bandiera)      | A     | Scott Banks        |
| 19 | Danimarca (bandiera)   | A     | Andreas Albers     |
| 20 | Svezia (bandiera)      | C     | Erik Ahlstrand     |

| N. |                                 | Ruolo | Calciatore           |
| -- | ------------------------------- | ----- | -------------------- |
| 21 | Germania (bandiera)             | D     | Lars Ritzka          |
| 22 | Bosnia ed Erzegovina (bandiera) | P     | Nikola Vasilj        |
| 23 | Germania (bandiera)             | D     | Philipp Treu         |
| 24 | Australia (bandiera)            | C     | Connor Metcalfe      |
| 25 | Polonia (bandiera)              | D     | Adam Dźwigała        |
| 26 | Germania (bandiera)             | A     | Elias Saad           |
| 27 | Germania (bandiera)             | A     | Simon Zoller         |
| 28 | Germania (bandiera)             | P     | Sören Ahlers         |
| 29 | Guinea (bandiera)               | A     | Morgan Guilavogui    |
| 30 | Germania (bandiera)             | P     | Sascha Burchert      |
| 32 | Germania (bandiera)             | P     | Eric Oelschlägel     |
| 34 | Germania (bandiera)             | D     | Muhammad Dahaba      |
| 38 | Germania (bandiera)             | A     | Romeo Aigbekaen      |
| 39 | Germania (bandiera)             | C     | Robert Wagner        |
| 42 | Germania (bandiera)             | C     | Marwin Schmitz       |
| 44 | Belgio (bandiera)               | D     | Siebe Van der Heyden |
| 33 | Brasile (bandiera)              | A     | Maurides             |

## Trasferimenti

### Sessione estiva
| Acquisti         | Acquisti          | Acquisti         | Acquisti                                               |
| R.               | Nome              | da               | Modalità                                               |
| ---------------- | ----------------- | ---------------- | ------------------------------------------------------ |
| D                | Fin Stevens       | Brentford        | definitivo (600 mila €)                                |
| P                | Ben Voll          | Viktoria Colonia | definitivo (100 mila €))                               |
| A                | Morgan Guilavogui | Lens             | prestito oneroso (500 mila €) con diritto di riscatto  |
| C                | Robert Wagner     | Friburgo         | prestito oneroso (200 mila €)                          |
| Altre operazioni |                   |                  |                                                        |
| R.               | Nome              | da               | Modalità                                               |
| A                | Scott Banks       | Crystal Palace   | definitivo (esercizio opzione d'acquisto - 400 mila €) |
| D                | Muhammad Dahaba   |                  | aggregato dalle giovanili                              |

| Cessioni         | Cessioni              | Cessioni          | Cessioni                        |
| R.               | Nome                  | a                 | Modalità                        |
| ---------------- | --------------------- | ----------------- | ------------------------------- |
| A                | Eric da Silva Moreira | Nottingham Forest | definitiva (1,5 milioni €)      |
| C                | Marcel Hartel         |                   | definitivo (svincolato)         |
| A                | Etienne Amenyido      |                   | definitivo (svincolato)         |
| C                | Aljoscha Kemlein      | Union Berlino     | fine prestito                   |
| A                | Scott Banks           | Crystal Palace    | fine prestito                   |
| D                | Luca Günther          |                   | restituito al settore giovanile |
| Altre operazioni |                       |                   |                                 |
| R.               | Nome                  | da                | Modalità                        |
|                  |                       |                   |                                 |

### Sessione invernale
| Acquisti         | Acquisti             | Acquisti      | Acquisti                  |
| R.               | Nome                 | da            | Modalità                  |
| ---------------- | -------------------- | ------------- | ------------------------- |
| A                | Abdoulie Ceesay      | Paide         | definitivo (450 mila €)   |
| A                | Noah Weisshaupt      | Friburgo      | prestito                  |
| C                | James Sands          | New York City | presitto                  |
| D                | Siebe Van der Heyden | Maiorca       | prestito                  |
| P                | Eric Oelschlägel     |               | definitivo                |
| Altre operazioni |                      |               |                           |
| R.               | Nome                 | da            | Modalità                  |
| C                | Marwin Schmitz       |               | aggregato dalle giovanili |
| A                | Romeo Aigbekaen      |               | aggregato dalle giovanili |

| Cessioni         | Cessioni | Cessioni | Cessioni |
| R.               | Nome     | a        | Modalità |
| ---------------- | -------- | -------- | -------- |
| A                | Maurides | Debrecen | prestito |
| Altre operazioni |          |          |          |
| R.               | Nome     | da       | Modalità |
|                  |          |          |          |

## Risultati

### Fußball-Bundesliga
| Arbitro: | Jablonski |

|  |           |                          |
|  | Marcatori | 66’ Wanner 82’ Schöppner |

| Arbitro: | Dankert |

|                |           |  |
| Hollerbach 34’ | Marcatori |  |

| Arbitro: | Zwayer |

|                                   |           |               |
| Wolf 47’ Tietz 67’ Kabadayı 90+6’ | Marcatori | 75’ Boukhalfa |

| Amburgo 22 settembre 2024, ore 19:30 CEST 4ª giornata | St. Pauli | 0 – 0 referto | RB Lipsia | Millerntor-Stadion (29 251 spett.)\| Arbitro: \| Hartmann \| |
| Arbitro:                                              | Hartmann  |               |           |                                                              |

| Arbitro: | Gerach |

|  |           |                                |
|  | Marcatori | 12’ Saad 45’ Afolayan 72’ Saad |

| Arbitro: | Dingert |

|  |           |                                   |
|  | Marcatori | 5’ Burkardt 16’ Sieb 62’ Burkardt |

| Arbitro: | Jöllenbeck |

|                             |           |           |
| Bensebaini 43’ Guirassy 83’ | Marcatori | 78’ Smith |

| Amburgo 26 ottobre 2024, ore 15:30 CEST 8ª giornata | St. Pauli | 0 – 0 referto | Wolfsburg | Millerntor-Stadion (29 500 spett.)\| Arbitro: \| Reichel \| |
| Arbitro:                                            | Reichel   |               |           |                                                             |

| Arbitro: | Stegemann |

|  |           |                           |
|  | Marcatori | 20’ Afolayan 90+3’ Albers |

| Arbitro: | Gerach |

|  |           |             |
|  | Marcatori | 22’ Musiala |

| Arbitro: | Braun |

|                          |           |  |
| Pléa 13’ Kleindienst 43’ | Marcatori |  |

| Arbitro: | Zwayer |

|                                           |           |              |
| Saliakas 25’ Guilavogui 56’ Eggestein 85’ | Marcatori | 90+1’ Harres |

| Arbitro: | Jöllenbeck |

|                  |           |                |
| Wirtz 6’ Tah 21’ | Marcatori | 84’ Guilavogui |

| Arbitro: | Hartmann |

|  |           |                      |
|  | Marcatori | 24’ Köhn 56’ Ducksch |

| Arbitro: | Brych |

|  |           |              |
|  | Marcatori | 21’ Eggstein |

| Arbitro: | Osmers |

|  |           |              |
|  | Marcatori | 32’ Marmoush |

| Arbitro: | Siebert |

|             |           |  |
| Hofmann 67’ | Marcatori |  |

| Arbitro: | Dankert |

|  |           |                                       |
|  | Marcatori | 25’ (rig.) Eggestein 90+2’ Guilavogui |

| Arbitro: | Storks |

|                                            |           |  |
| Guilavogui 31’ Guilavogui 51’ Sinani 90+3’ | Marcatori |  |

| Arbitro: | Reichel |

|                  |           |           |
| Banks 17’ (aut.) | Marcatori | 83’ Kömür |

| Arbitro: | Badstübner |

|                      |           |  |
| Šeško 16’ Simons 35’ | Marcatori |  |

| Arbitro: | Brand |

|  |           |                 |
|  | Marcatori | 88’ (aut.) Treu |

| Arbitro: | Zwayer |

|                     |           |  |
| Lee 67’ Nebel 90+5’ | Marcatori |  |

| Arbitro: | Stieler |

|  |           |                          |
|  | Marcatori | 50’ Guirassy 58’ Adeyemi |

| Arbitro: | Hartmann |

|                   |           |                    |
| Amoura 70’ (rig.) | Marcatori | 38’ Van der Heyden |

| Arbitro: | Brych |

|               |           |  |
| Weißhaupt 51’ | Marcatori |  |

| Arbitro: | Florian Badstübner |

|                            |           |                       |
| Kane 17’ Sané 53’ Sané 71’ | Marcatori | 27’ Saad 90+3’ Ritzka |

| Arbitro: | Dingert |

|              |           |               |
| Afolayan 85’ | Marcatori | 45+2’ Itakura |

| Arbitro: | Brand |

|                  |           |                                   |
| Bernhardsson 21’ | Marcatori | 34’ Sinani 90+2’ (aut.) Geschwill |

| Arbitro: | Storks |

|               |           |            |
| Boukhalfa 78’ | Marcatori | 32’ Schick |

| Brema 27 aprile 2025, ore 17:30 CEST 31ª giornata | Werder Brema | 0 – 0 referto | St. Pauli | Weserstadion (42 100 spett.)\| Arbitro: \| Reichel \| |
| Arbitro:                                          | Reichel      |               |           |                                                       |

| Arbitro: | Exner |

|  |           |               |
|  | Marcatori | 88’ Woltemade |

| Arbitro: | Dingert |

|                             |           |                            |
| Kristensen 1’ Batshuayi 71’ | Marcatori | 4’ Saliakas 16’ Guilavogui |

| Arbitro: | Zwayer |

|  |           |                     |
|  | Marcatori | 10’ Boadu 66’ Boadu |

Concludendo il Fußball-Bundesliga 2024-2025 al 14° posto in classifica, il St. Pauli ha conservato la propria posizione in Bundesliga totalizzando 32 punti in 34 partite (8 vittorie, 8 pareggi e 16 sconfitte).

### DFB-Pokal
Il St. Pauli ha cominciato la sua partecipazione alla DFB-Pokal a partire dal primo turno.

#### Primo turno
Dal sorteggio effettuato il 23 giugno 2024, il St. Pauli al primo turno ha affrontato l'Hallescher.
| Arbitro: | Siebert |

|                         |           |                                          |
| Akono 11’ Hauptmann 62’ | Marcatori | 48’ Eggestein 90+4’ Dźwigała 110’ Ritzka |

Permanendo il risultato di parità (2-2) alla fine dei tempi regolamentari, sono stati necessari i tempi supplementari dai quali è uscito vincitore il St. Pauli, che in tal modo ha battuto l'Hallescher e si è qualificato al secondo turno di DFB-Pokal.

#### Secondo turno
Dal sorteggio effettuato il 1° settembre 2024, il St. Pauli è stato accoppiato al RB Lipsia.
| Arbitro: | Zwayer |

|                                                  |           |                          |
| Poulsen 12’ Baumgartner 17’ Poulsen 30’ Nusa 80’ | Marcatori | 28’ Guilavogui 58’ Smith |

Con la sconfitta subita con il punteggio di 4-2 in favore del Red Bull Lipsia, il St. Pauli è stato eliminato al secondo turno dalla DFB Pokal.

## Statistiche

### Statistiche di squadra
| Competizione | Punti | In casa | In casa | In casa | In casa | In casa | In casa | In trasferta | In trasferta | In trasferta | In trasferta | In trasferta | In trasferta | Totale | Totale | Totale | Totale | Totale | Totale | DR  |
| Competizione | Punti | G       | V       | N       | P       | Gf      | Gs      | G            | V            | N            | P            | Gf           | Gs           | G      | V      | N      | P      | Gf     | Gs     | DR  |
| ------------ | ----- | ------- | ------- | ------- | ------- | ------- | ------- | ------------ | ------------ | ------------ | ------------ | ------------ | ------------ | ------ | ------ | ------ | ------ | ------ | ------ | --- |
| Bundesliga   | 32    | 17      | 3       | 5       | 9       | 10      | 19      | 17           | 5            | 3            | 9            | 18           | 22           | 34     | 8      | 8      | 18     | 28     | 41     | -13 |
| DFB-Pokal    | -     | 0       | 0       | 0       | 0       | 0       | 0       | 2            | 1            | 0            | 1            | 5            | 6            | 2      | 1      | 0      | 1      | 5      | 6      | -1  |
| Totale       | -     | 17      | 3       | 5       | 9       | 10      | 19      | 19           | 6            | 3            | 10           | 23           | 28           | 36     | 9      | 8      | 19     | 33     | 47     | -14 |

### Andamento in campionato
| Giornata  | 1  | 2  | 3  | 4  | 5  | 6  | 7  | 8  | 9  | 10 | 11 | 12 | 13 | 14 | 15 | 16 | 17 | 18 | 19 | 20 | 21 | 22 | 23 | 24 | 25 | 26 | 27 | 28 | 29 | 30 | 31 | 32 | 33 | 34 |
| --------- | -- | -- | -- | -- | -- | -- | -- | -- | -- | -- | -- | -- | -- | -- | -- | -- | -- | -- | -- | -- | -- | -- | -- | -- | -- | -- | -- | -- | -- | -- | -- | -- | -- | -- |
| Luogo     | C  | T  | T  | C  | T  | C  | T  | C  | T  | C  | T  | C  | T  | C  | T  | C  | T  | T  | C  | C  | T  | C  | T  | C  | T  | C  | T  | C  | T  | C  | T  | C  | T  | C  |
| Risultato | P  | P  | P  | N  | V  | P  | P  | N  | V  | P  | P  | V  | P  | P  | V  | P  | P  | V  | V  | N  | P  | P  | P  | P  | N  | V  | P  | N  | V  | N  | N  | P  | N  |    |
| Posizione | 18 | 18 | 17 | 17 | 14 | 15 | 16 | 16 | 15 | 16 | 16 | 15 | 15 | 15 | 14 | 14 | 14 | 14 | 13 | 13 | 14 | 14 | 15 | 15 | 15 | 15 | 15 | 15 | 15 | 14 | 14 | 14 | 14 |    |

Legenda:

Luogo: C = Casa; T = Trasferta. Risultato: V = Vittoria; N = Pareggio; P = Sconfitta.

### Statistiche individuali
| Giocatore         | Bundesliga | Bundesliga | Bundesliga  | Bundesliga | DFB-Pokal | DFB-Pokal | DFB-Pokal   | DFB-Pokal  | Totale   | Totale | Totale      | Totale     |
| Giocatore         | Presenze   | Reti       | Ammonizioni | Espulsioni | Presenze  | Reti      | Ammonizioni | Espulsioni | Presenze | Reti   | Ammonizioni | Espulsioni |
| ----------------- | ---------- | ---------- | ----------- | ---------- | --------- | --------- | ----------- | ---------- | -------- | ------ | ----------- | ---------- |
| D. Afolayan       | 32         | 3          | 3           | 0          | 2         | 0         | 0           | 0          | 34       | 3      | 3           | 0          |
| E. Ahlstrand      | 5          | 0          | 0           | 0          | 1         | 0         | 0           | 0          | 6        | 0      | 0           | 0          |
| A. Albers         | 14         | 1          | 0           | 0          | 1         | 0         | 0           | 0          | 15       | 1      | 0           | 0          |
| S. Banks          | 12         | 0          | 1           | 0          | 0         | 0         | 0           | 0          | 12       | 0      | 1           | 0          |
| C. Boukhalfa      | 25         | 2          | 1           | 0          | 2         | 0         | 1           | 0          | 27       | 2      | 2           | 0          |
| A. Ceesay         | 7          | 0          | 1           | 0          | 0         | 0         | 0           | 0          | 7        | 0      | 1           | 0          |
| A. Dźwigała       | 16         | 0          | 2           | 1          | 1         | 1         | 0           | 0          | 17       | 1      | 2           | 1          |
| J. Eggestein      | 28         | 3          | 3           | 0          | 2         | 1         | 0           | 0          | 30       | 4      | 3           | 0          |
| M. Guilavogui     | 24         | 6          | 6           | 0          | 2         | 1         | 1           | 0          | 26       | 7      | 7           | 0          |
| J. Irvine         | 29         | 0          | 2           | 0          | 2         | 0         | 1           | 0          | 31       | 0      | 3           | 0          |
| Maurides          | 1          | 0          | 0           | 0          | 0         | 0         | 0           | 0          | 1        | 0      | 0           | 0          |
| C. Metcalfe       | 10         | 0          | 2           | 1          | 1         | 0         | 0           | 0          | 11       | 0      | 2           | 1          |
| K. Mets           | 10         | 0          | 1           | 0          | 2         | 0         | 1           | 0          | 12       | 0      | 2           | 0          |
| D. Nemeth         | 24         | 0          | 3           | 0          | 0         | 0         | 0           | 0          | 24       | 0      | 3           | 0          |
| L. Ritzka         | 21         | 1          | 1           | 0          | 2         | 1         | 0           | 0          | 23       | 2      | 1           | 0          |
| M. Saliakas       | 30         | 2          | 4           | 0          | 1         | 0         | 1           | 0          | 31       | 2      | 5           | 0          |
| E. Saad           | 18         | 3          | 1           | 0          | 1         | 0         | 0           | 0          | 19       | 3      | 1           | 0          |
| J. Sands          | 7          | 0          | 1           | 0          | 0         | 0         | 0           | 0          | 7        | 0      | 1           | 0          |
| D. Sinani         | 26         | 2          | 3           | 0          | 2         | 0         | 0           | 0          | 28       | 2      | 3           | 0          |
| E. Smith          | 32         | 1          | 7           | 0          | 2         | 1         | 0           | 0          | 34       | 2      | 7           | 0          |
| F. Stevens        | 1          | 0          | 0           | 0          | 1         | 0         | 0           | 0          | 2        | 0      | 0           | 0          |
| P. Treu           | 33         | 0          | 2           | 0          | 2         | 0         | 0           | 0          | 35       | 0      | 2           | 0          |
| S. Van der Heyden | 13         | 1          | 4           | 1          | 0         | 0         | 0           | 0          | 13       | 1      | 4           | 1          |
| N. Vasilj         | 33         | -39        | 2           | 1          | 2         | -6        | 0           | 0          | 35       | -45    | 2           | 1          |
| B. Voll           | 2          | -2         | 1           | 0          | 0         | -0        | 0           | 0          | 2        | -2     | 1           | 0          |
| R. Wagner         | 12         | 0          | 1           | 0          | 2         | 0         | 0           | 0          | 14       | 0      | 1           | 0          |
| H. Wahl           | 33         | 0          | 1           | 0          | 2         | 0         | 0           | 0          | 35       | 0      | 1           | 0          |
| N. Weißhaupt      | 19         | 1          | 0           | 0          | 0         | 0         | 0           | 0          | 19       | 1      | 0           | 0          |